# Storå (rivier)
De Storå (letterlijk vertaald: 'grote rivier') is, met een lengte van 104 kilometer, de op een na langste rivier van Denemarken (na de Gudenå). In debiet is het de op vier na grootse rivier van Denemarken. In de plaats Holstebro heeft de rivier in het verleden regelmatig voor overstromingen gezorgd. Ten oosten van Holstebro bevindt zich in de rivier een waterkrachtcentrale (Holstebro vandkraftværk), waarboven zich een stuwmeer bevindt: Vandkraftsøen (letterlijk: het waterkrachtmeer).

## Vis
In de rivier leeft onder meer snoek, zeeforel, forel, zalm en paling.